# Bertha av Kent
Bertha av Kent, född cirka 565, död cirka 601, var en drottning av Kent, gift med Ethelbert av Kent, vilken skall ha omvänt sin make till kristendomen.
Gregorius den store tackade henne 601 för hennes insatser i ett ännu bevarat brev.